# Секісово
Секі́сово (рос. Секисово) — присілок у складі Варгашинського району Курганської області, Росія. Входить до складу Шастовської сільської ради.
Населення — 111 осіб (2010, 143 у 2002).